# Chitrella
Chitrella es un género de pseudoscorpiones de la familia Syarinidae. Se distribuyen por Estados Unidos.

## Especies
Según Pseudoscorpions of the World 1.2:
- Chitrella archeri Malcolm & Chamberlin, 1960
- Chitrella cala (Chamberlin, 1930)
- Chitrella cavicola (Packard, 1884)
- Chitrella elliotti Muchmore, 1992
- Chitrella major Muchmore, 1992
- Chitrella muesebecki Malcolm & Chamberlin, 1960
- Chitrella regina Malcolm & Chamberlin, 1960
- Chitrella superba Muchmore, 1973
- Chitrella transversa (Banks, 1909)
- Chitrella welbourni Muchmore, 1992

## Publicación original
- Beier, 1932: Pseudoscorpionidea I. Subord. Chthoniinea et Neobisiinea. Tierreich, vol.57, p.1-258.
- Chamberlin, 1930: A synoptic classification of the false scorpions or chela-spinners, with a report on a cosmopolitan collection of the same. Part II. The Diplosphyronida (Arachnida-Chelonethida). Annals and Magazine of Natural History, ser. 10, n. 5, p.1-48 & 585-620.